# Kinnahult
Kinnahult är en bebyggelse nordost om Kinna i Kinna socken i Marks kommun. Mellan 2015 och 2020 avgränsade SCB här en småort. Fram till 2015 och 2020 räknas bebyggelsen som en del av tätorten Kinna, däremellan och från 2023 räknas den som en separat småort.